# Комірцева акула видовжена
Комірцева акула видовжена (Parascyllium elongatum) — акула з роду Комірцева акула родини Комірцеві акули. Інша назва «довготіла комірцева акула».

## Опис
Загальна довжина досягає 42,1 см. Голова маленька. Очі невеликі, овальної форми. Тулуб дуже довгий та стрункий. За це отримала свою назву. Грудні плавці невеликі. У неї 5 пар зябрових щілин. Має 2 спинних та анальний плавець. Спинні плавці невеликі із закругленими верхівками.
Забарвлення сірувате з темними смугами, що розташовані дещо діагонально. Вертикально розташовані білі плями. У області зябрових щілин розташовані цяточки у вигляді комірця, проте не дуже добре виражений.

## Спосіб життя
Тримається на глибині до 50 м. Часто зустрічається серед рифів та скель, поміж підводної рослинності. Активна вночі, вдень ховається серед природних укриттів. Живиться донною рибою та дрібними ракоподібними.
Це яйцекладна акула. Стосовно процесу парування та розповсюдження немає відомостей.

## Розповсюдження
Мешкає біля о. Чатам (біля західної Австралії).